# Erwin Schramm (Politiker, 1910)

Erwin Schramm

Erwin Waldemar Schramm (* 6. Juli 1910 in Krappitz, Landkreis Oppeln; † 28. September 1977 in Tübingen) war ein deutscher Politiker (NSDAP, NPD).

## Leben und Wirken
Nach dem Besuch der Volksschule und der Aufbauschule arbeitete Schramm als Volontär bei der Stadtverwaltung von Zülz im Landkreis Neustadt O.S. Von 1926 bis 1930 verdiente er seinen Lebensunterhalt als Kassenangestellter in dieser Stadt.
Im Oktober 1930 gründete Schramm zusammen mit seinem Bruder, der 1932 bei Auseinandersetzungen mit Kommunisten ums Leben kam, die Ortsgruppe Zülz der NSDAP. In der Partei war Schramm zunächst als politischer Leiter tätig. In der SA fungierte er von 1930 bis 1931 als SA-Führer. Von 1931 bis 1932 amtierte er als NSDAP-Ortsgruppenleiter und stellvertretender Kreisleiter im Landkreis Neustadt, von 1932 bis 1934 als Gaupropaganda- und Nachrichtendienstleiter in Oberschlesien. Von Oktober 1934 bis März 1935 leitete er eine Nebenstelle des Reichsministeriums für Volksaufklärung und Propaganda im Regierungsbezirk Oppeln. Im April 1935 wurde er Gauamtsleiter des Gauamts für Kommunalpolitik im Gau Schlesien. In den Jahren 1935 und 1936 betätigte Schramm sich als Gauinspekteur im Gau Schlesien. Am 1. Dezember 1936 wurde er zum Leiter des Gauamtes für Kommunalpolitik ernannt. In der SA wurde er zu dieser Zeit zum Sturmhauptführer ernannt.
Vom 29. März 1936 bis zum Ende der NS-Herrschaft im Frühjahr 1945 saß Schramm als Abgeordneter für den Wahlkreis 9 (Oppeln) im nationalsozialistischen Reichstag.
Ab Anfang Februar 1941 leitete er das Gauamt für Kommunalpolitik im Gau Oberschlesien. Schramm wurde Reichsredner der NSDAP und 1943 zum SA-Obersturmbannführer befördert.
In der Bundesrepublik kandidierte er mit der Berufsangabe Verwaltungskaufmann in Baden-Württemberg für die DRP erfolglos zu den Bundestagswahlen 1957 und 1961 sowie zu den Bundestagswahlen 1965 und 1969 ebenfalls erfolglos für die NPD. 1965 wurde er zum geschäftsführenden Landesvorsitzenden der NPD Baden-Württemberg gewählt, schied jedoch schon bald aus diesem Amt aus.